# Рогер Нільсен
Рогер Нільсен (норв. Roger Nilsen, нар. 8 серпня 1969, Тромсе) — норвезький футболіст, що грав на позиції захисника. По завершенні ігрової кар'єри — тренер. З 2018 року очолює тренерський штаб команди «Відар».
Виступав, зокрема, за клуб «Шеффілд Юнайтед», а також національну збірну Норвегії.

## Клубна кар'єра
Народився 8 серпня 1969 року в місті Тромсе. Вихованець футбольної школи клубу Kvaloysletta.
У дорослому футболі дебютував 1987 року виступами за команду «Тромсе», в якій провів два сезони, взявши участь у 3 матчах чемпіонату. 
Згодом з 1989 по 1993 рік грав у складі команд «Вікінг» та «Кельн».
Своєю грою за останню команду привернув увагу представників тренерського штабу клубу «Шеффілд Юнайтед», до складу якого приєднався 1993 року. Відіграв за команду з Шеффілда наступні шість сезонів своєї ігрової кар'єри. Більшість часу, проведеного у складі «Шеффілд Юнайтед», був основним гравцем захисту команди.
Протягом 1999—2003 років захищав кольори клубів «Тоттенгем Готспур», ГАК (Грац), «Молде» та «Брюне».
Завершив ігрову кар'єру у команді «Ставангер», за яку виступав протягом 2003—2004 років.

## Виступи за збірні
У 1989 року дебютував у складі юнацької збірної Норвегії (U-20).
Протягом 1989–1992 років залучався до складу молодіжної збірної Норвегії. На молодіжному рівні зіграв у 19 офіційних матчах, забив 2 голи.
У 1990 році дебютував в офіційних матчах у складі національної збірної Норвегії.
У складі збірної був учасником чемпіонату світу 1994 року у США.
Загалом протягом кар'єри в національній команді, яка тривала 11 років, провів у її формі 32 матчі, забивши 3 голи.

## Кар'єра тренера
Розпочав тренерську кар'єру невдовзі по завершенні кар'єри гравця, 2006 року, очоливши тренерський штаб клубу «Ставангер».
Протягом тренерської кар'єри також очолював команду «Відар», а також входив до тренерського штабу клубу «Вікінг».
З 2018 року очолює тренерський штаб команди «Відар».